# Марія Едуарда Міккусі
Марія Едуарда Міккусі (порт. Maria Eduarda Miccuci, 7 червня 1995) — бразильська синхронна плавчиня.
Учасниця Олімпійських Ігор 2016 року, де в змаганнях груп посіла 6-те місце.